# Jean-Louis Gouttes
Jean-Louis Gouttes (1739 – 1794) è stato un giurista francese.

Rapport d'un projet de remboursement, 1790
(Fondazione Mansutti, Milano).

Servì per alcuni anni nei dragoni, poi divenne sacerdote e parroco ad Argilliers. Fu anche deputato dell'Assemblea Costituente e partecipò agli Stati Generali, favorevole alla confisca dei beni ecclesiastici. Nel 1791 diventa vescovo costituzionale della Saona e Loira. Fu denunciato come realista, poiché continuava ad esercitare il culto religioso dopo la soppressione, e fu arrestato nella Conciergerie di Parigi. Il tribunale rivoluzionario lo condannò a morte nel 1794.
Il 30 ottobre 1790 Gouttes presentò all'Assemblea Nazionale un projet de remboursement per una tontina di Joachim Lafarge. Tuttavia l'Accademia delle Scienze bocciò il progetto, che ripresentò di nuovo il 3 marzo 1791, ma la contrarietà di Robespierre convinse l'assemblea a respingere ancora il progetto. Un esemplare di questo progetto è conservato presso la Fondazione Mansutti di Milano.